# Cristóbal de Moscoso Montemaior e Córdova
Cristóbal de Moscoso Montemaior e Córdova, Conde de Las Torres (c. 1653 - Madrid, 27 de janeiro de 1749) foi Vice-rei de Navarra. Exerceu o vice-reinado de Navarra entre 1722 e 1737. Antes dele o cargo foi exercido por Gonzalo Chacón. Seguiu-se-lhe Antonio Pedro Nolasco de Lanzós y Taboada.